# On ets, Bernadette?
On ets, Bernadette? (originalment en anglès, Where'd You Go, Bernadette) és una pel·lícula de comèdia dramàtica estatunidenca del 2019 dirigida per Richard Linklater a partir d'un guió del mateix Linklater, Holly Gent i Vince Palmo, basada en la novel·la homònima del 2012 de Maria Semple. És protagonitzada per Cate Blanchett, Billy Crudup, Kristen Wiig, Judy Greer i Laurence Fishburne.
Es va estrenar el 16 d'agost de 2019 amb la distribuidora Annapurna Pictures a través de la seva empresa conjunta United Artists Releasing. Va rebre crítiques diverses de la crítica. El 18 d'abril de 2022 es va estrenar el doblatge en català a TV3.

## Sinopsi
Bernadette Fox és una reconeguda arquitecta en plena crisi professional i vital, té un marit que triomfa al món de les noves tecnologies i una filla que l'adora. Quan la seva filla, la Bee, arriba un dia a casa amb unes notes excel·lents, demana als seus pares de fer un viatge amb ells a l'Antàrtida. Però la Bernadette, que també pateix agorafòbia i té aversió al contacte social, desapareix. Aleshores, la Bee inicia una cursa per trobar la seva mare que potser la durà a fer l'anhelat viatge abans d'hora.

## Repartiment
- Cate Blanchett com a Bernadette Fox
- Billy Crudup com a Elgie Branch
- Emma Nelson com a Balakrishna "Bee" Branch
- Kristen Wiig com a Audrey Griffin
- Zoë Chao com a Soo-Lin Lee-Segal
- David Paymer com a Jay Ross
- Megan Mullally com a Judy Toll
- Laurence Fishburne com a Paul Jellinek
- Steve Zahn com a David Walker
- Kathryn Feeney com a Tamara the Pharmacy Employee
- Richard Robichaux com a Floyd, el farmacèutic
- Judy Greer com a Dr. Janelle Kurtz
- James Urbaniak com a l'agent Marcus Strang
- Jóhannes Haukur Jóhannesson com al capità J. Rouverol
- Troian Bellisario com a Becky
- Claudia Doumit com a Iris
- Katelyn Statton com a Vivian
- Kate Burton com a Ellen Idelson

## Producció
El gener de 2013, Annapurna Pictures i Color Force van adquirir els drets de l'adaptació cinematogràfica de la novel·la i van adjudicar el guió a Scott Neustadter i Michael H. Weber. Semple, Bryan Unkeless i Ted Schipper són els productors executius. El febrer de 2015 Richard Linklater va ser anunciat com a director de la pel·lícula, i Cate Blanchett va ser elegida com a Bernadette el novembre. L'abril de 2016 es va anunciar que Holly Gent Palmo i Vince Palmo havien assumit les tasques de guió de la pel·lícula, juntament amb Linklater.
El març de 2017, Kristen Wiig es va unir al repartiment, i Billy Crudup, al maig, tot marcant la seva segona col·laboració amb Blanchett, després d'aparèixer amb ella a Charlotte Gray (2001). El juny, Judy Greer, James Urbaniak i Laurence Fishburne també s'hi van unir, i Troian Bellisario es va incorporar al juliol. El càsting d'Emma Nelson es va anunciar el juny de 2018.
El rodatge principal va començar el 10 de juliol de 2017. Ambientat a Seattle, el rodatge es va dur a terme a Pittsburgh i Vancouver. Les escenes ambientades a l'Antàrtida es van rodar a Groenlàndia.
Graham Reynolds va ser anunciat com a compositor de la banda sonora el setembre de 2017.

## Publicació
L'estrena estava inicialment prevista als Estats Units l'11 de maig de 2018, però es va posposar fins al 19 d'octubre. La data de llançament es va avançar al 22 de març de 2019 i després al 9 d'agost abans de fixar-se finalment el 16 d'agost de 2019.
La pel·lícula es va retardar significativament per a l'estrena al Regne Unit durant dos anys a causa de l'enorme rendiment inferior de la pel·lícula, abans d'aparèixer finalment a Amazon Prime Video i altres serveis a la carta el 15 de març de 2021.